# 塚原古墳 (志摩市)

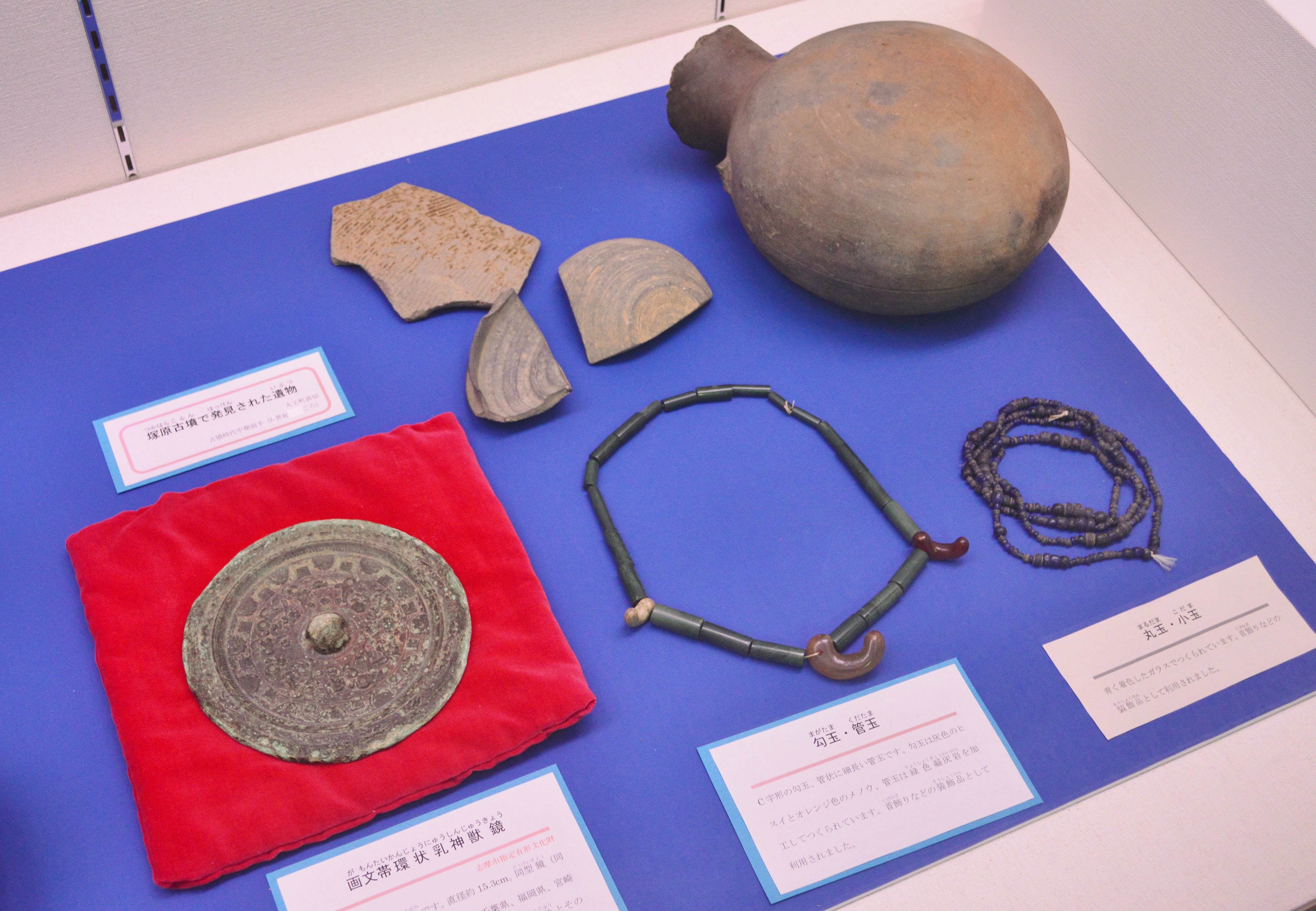
出土品画文帯環状乳神獣鏡は志摩市指定文化財。志摩市歴史民俗資料館展示。

塚原古墳（つかはらこふん）は三重県志摩市大王町波切字塚原にあった円墳。
埼玉県行田市の稲荷山古墳、群馬県高崎市八幡観音塚古墳、宮崎県新富町山ノ坊古墳から出土した画文帯環状乳神獣鏡（がもんたいかんじょうにゅうしんじゅうきょう）の兄弟鏡が出土している。
- 出土品
画文帯環状乳神獣鏡1面、瑪瑙製曲玉3個、管玉22個、ガラス玉345個

明治 - 大正時代に削られて古墳は消失した。直径20m、高さ3m程度であり、この付近の集落首長の墓であったと推察されている。

## 文化財

### 志摩市指定文化財
- 有形文化財
  - 画文帯環状乳神獣鏡（考古資料） - 志摩市歴史民俗資料館保管。1996年（平成8年）12月6日指定[1]。